# Sonah
Sonah: Das Saarland und die Region neu entdecken ist eine vierteljährlich erscheinende, regional ausgerichtete Zeitschrift für das Saarland.

## Konzept und Geschichte
Das Konzept ähnelt dem nationaler Landlebensstil-Magazine wie Landlust oder Mein schönes Land, hat allerdings zudem einen populärwissenschaftlichen Charakter. Inhalt sind Kultur, Natur, regionale Produkte und Genuss. Die Themen stehen stets in Zusammenhang mit dem Saarland oder angrenzenden Gebieten in Rheinland-Pfalz, Frankreich und Luxemburg.
Der Titel ist ein Wortspiel aus „Nah“ und „Sonar“. Inhaltlich soll der Titel darauf hinweisen, dass, ähnlich wie bei einem Sonar, „verborgene Themen aus der Nähe“ aufgegriffen werden.
Das Magazin erscheint im Sonah Verlag, der 2017 von der Kunsthistorikerin und Journalistin Anika Meyer gegründet wurde. Der Verlags- und Redaktionssitz liegt in Illingen (Saarland).
Das Magazin wird über den Einzelhandel sowie Abonnements vertrieben und zusätzlich in stark frequentierten Stellen wie Arztpraxen oder Friseursalons zum Lesen ausgelegt.
Anspruch der Macher ist es, kaum oder nur oberflächlich bekannte Sachverhalte, Geschichten und Besonderheiten der Region allgemeinverständlich und lebendig zu beleuchten.
2017 wurde das Magazin mit dem Saarländischen Heimatpreis ausgezeichnet. 2018 erhielt Gründerin Anika Meyer den Sonderpreis „Digitaler Unternehmer“ auf der Messe der Saarland Offensive für Gründer.